# 919

## Události
- Jindřich I. Ptáčník zvolen jako panovník Východofranské říše.

## Hlavy států
- České knížectví – Vratislav I.
- Papež – Jan X.
- Anglické království – Eduard I. Starší
  - Mercie – Eduard I. Starší
- Skotské království – Konstantin II. Skotský
- Východofranská říše – Jindřich I. Ptáčník
- Západofranská říše – Karel III.
- Uherské království – Zoltán
- První bulharská říše – Symeon I.
- Byzanc – Konstantin VII. Porfyrogennetos